# OZ (マジシャン)
OZ（オズ、2月21日 - ）は、東京都出身のマジシャン。プロモーション・ススム所属。
10代でマジック界にデビュー。ハイテンポなステージマジックからテーブルマジックまでこなす。
1992年ニューヨークのアポロシアター出演をきっかけに「エスケープ」というジャンルに挑戦。
1994年フジテレビ『夢がMORI MORI』に「エスケープアーティストOZ」として出演。毎回、番組のエンディングで数々のエスケープを披露する。